# 13298 Namatjira
13298 Namatjira è un asteroide della fascia principale. Scoperto nel 1998, presenta un'orbita caratterizzata da un semiasse maggiore pari a 2,3857687 UA e da un'eccentricità di 0,1046930, inclinata di 5,93324° rispetto all'eclittica.